# يوسف العلي (سياسي)
د.يوسف العلي ، 1963 وزير التجارة والصناعة الكويتية (2015 - 2016).

## السيرة الذاتية
الدكتور يوسف محمد عبد الله العلي حاصل على ليسانس الحقوق والشريعة من جامعة الكويت عام 1985 ، وعلى ماجستير من جامعة بورجوني بفرنسا 1988 ، وعلى الدكتوراه في القانون الدولي من جامعة السوربون باريس عام 1994.

## حياته العلمية ومناصبه
- مدرس بكلية الحقوق في الفترة 1995.
- عضو مجلس إدارة مركز دراسات الخليج والجزيرة من 1998 حتى 2007.
- عضو لجنة الاعتماد الأكاديمي في مجلس الجامعات الخاصة.
- محاضراً ومدرباً في العديد من البرامج والدورات التدريبية القانونية.
- أمين عام مركز الكويت للتحكيم التجاري.
- عضو محكمة التحكيم بغرفة التجارة الدولية.
- رئيس هيئة التحكيم في عدة قضايا تحكيم دولية ومحلية.
- محامي حراً في الفترة من أكتوبر 1985 حتى يوليو 1986.
- مستشاراً في اللجنة الوطنية لشؤون الأسرى.
- مدير الإدارة القانونية بغرفة تجارة وصناعة الكويت.
- عضو مجلس كلية الحقوق.
- عضو مجلس التظلمات الاستئنافي في سوق الكويت للأوراق المالية.

## وصلات خارجية
- مرسوم بتعيين الدكتور يوسف العلي وزيرا للتجارة والصناعة